# Teodor al II-lea al Constantinopolului

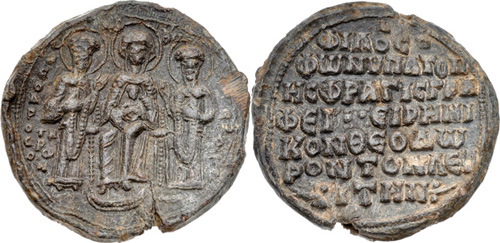
Sigiliul lui Theodoros Eirenikos în perioada cât a fost hypatos ton philosophon, 1208-1214.

Teodor al II-lea Eirenikos (în greacă Θεόδωρος Β' Εἰρηνικός, transliterat: Theodoros 2 Eirenikos; n. secolul al XII-lea – d. 31 ianuarie 1216), cunoscut și sub numele de Teodoros Kopas sau Koupas (Κωπάς/Κουπάς), a fost un funcționar bizantin de rang înalt și ministru-șef în cea mai mare parte a domniei împăratului bizantin Alexie al III-lea Angelos (1195–1203). După ocuparea Constantinopolului în timpul Cruciadei a patra, a fugit în Imperiul de la Niceea, unde s-a călugărit și a slujit ca patriarh ecumenic al Constantinopolului în exil în perioada 28 septembrie 1214 – 31 ianuarie 1216.

## Biografie

### Cariera politică
Theodoros Eirenikos provenea dintr-o familie de funcționari și de cărturari și a primit o educație înaltă. A început o carieră ca funcționar în cadrul oficiului imperial și a fost cunoscut ca un om educat și inteligent, precum și ca un bun orator. A urcat în ierarhie în toamna anului 1197 în urma intrării în dizgrație și exilării, din cauza unor intrigi, a lui Konstantinos Mesopotamitis, sfetnicul preferat al împăratului bizantin Alexie al III-lea Angelos (1195–1203). El i-a urmat lui Mesopotamitis în influentul și confidențialul post de la curtea imperială de epi tou kanikleiou (secretar al Cancelariei Imperiale, păstrător al sigiliului imperial) și ca ministru-șef, ceea ce i-a asigurat o influență puternică în relația cu împăratul bizantin și i-a permis să ia decizii cu privire la politica internă și externă a imperiului. A deținut, de asemenea, rangul administrativ superior de pansebastos sebastos. Potrivit relatării istoricului contemporan Niketas Choniates, Eirenikos se temea să nu împărtășească soarta lui Mesopotamitis și, prin urmare, și-a exercitat puterea cu o mare precauție. Se temea să nemulțumească aristocrația ereditară care domina curtea imperială și care subminase poziția lui Mespotamitis. În acest scop, el a amânat să întreprindă orice fel de reforme necesare administrației imperiale. Din cauza comportamentului său precaut, nu a putut să împiedice pregătirea și începerea Cruciadei a patra (1202-1204), îndreptată împotriva Bizanțului, și și-a pierdut postul după fuga împăratului Alexie al III-lea la 18 iulie 1203.

### Exilul și cariera bisericească
În aprilie 1204 Constantinopolul a fost ocupat de oștenii participanți la Cruciada a patra și, la fel ca mulți funcționari bizantini de rang înalt, Theodoros Eirenikos a fugit din oraș și s-a refugiat în Asia Mică. Acolo s-a călugărit. Teodor I Laskaris, nou-proclamatul împărat al Imperiului de la Niceea, l-a numit în 1209 în postul de chartophylax al Patriarhiei Constantinopolului, care fusese restabilită în exil la Niceea. Laskaris i-a mai acordat titlul de hypatos ton philosophon, titlu prestigios acordat conducătorului Școlii de filosofie de la Constantinopol.
La 28 septembrie 1214 Teodor a fost ales în scaunul vacant de patriarh al Constantinopolului de către sinodul patriarhal, ca succesor al patriarhului defunct Mihail al IV-lea. Perioada păstoririi sale a fost marcată de o confruntare deschisă cu Biserica Catolică, în special asupra legitimității Patriarhiei Latine a Constantinopolului și a exercitării autorității ecleziale catolice asupra populațiilor greco-ortodoxe, aflate sub conducerea unor prinți latini. El a condus negocieri cu legatul papal Pelagius de Albano cu privire la unirea bisericilor constantinopolitane. După alegerea sa a trimis o circulară clerului orașului ocupat de catolici, informându-l despre alegerea sa și excomunicându-i pe cei care recunoșteau autoritatea Patriarhiei Latine a Constantinopolului și a papei. În timpul păstoririi sale, Arhiepiscopia de Peć și eparhiile sale au fost detașate din jurisdicția Arhiepiscopiei de Ohrida.
Teodor Eirenikos a murit la 31 ianuarie 1216 și i-a succedat patriarhul Maxim al II-lea.

## Notă explicativă
1. ↑  Anterior, perioada păstoririi patriarhale a lui Teodor al II-lea era datată 1213-1215.[3]. Pentru cele mai recente cercetări, vezi Vitalien Laurent, „La chronologie des Patriarches de Constantinople au XIIIe s. (1208-1309)”, în Revue des Études Byzantines, vol. 27, 1969, pp. 129-150.